# نمایشگاه بازرگانی

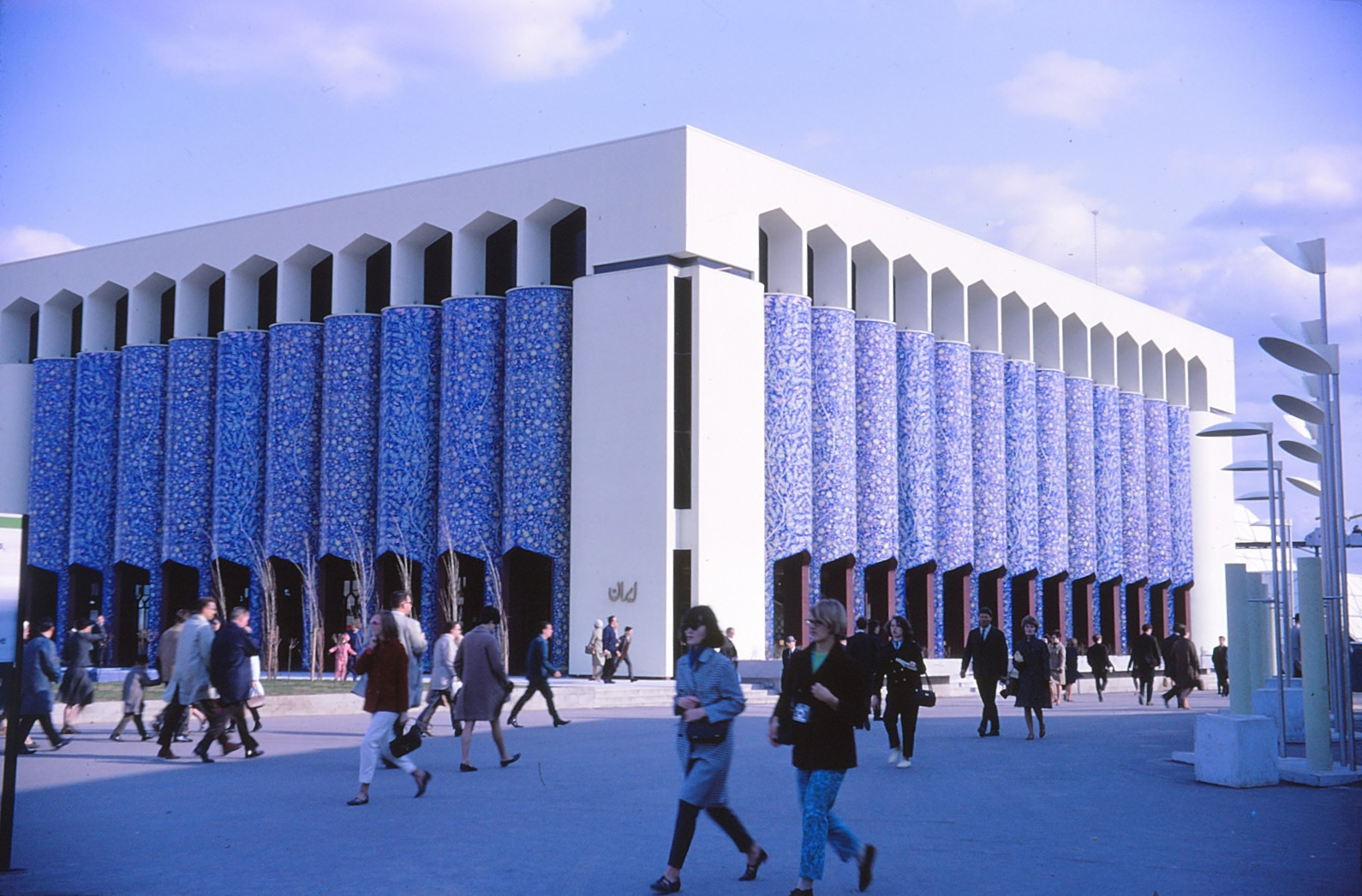
پاویون ایران در نمایشگاه اکسپو ۶۷ در شهر مونترال سال ۱۹۶۷

نمایشگاه بازرگانی نمایشگاهی است که در آن شرکتهای فعال در یک صنعت خاص می‌توانند تازه‌ترین دستاوردها، ساخته‌ها، فرآورده‌ها، کالاها و خدمات خود را در برابر دید بازدیدکنندگان قرار دهند و از تازه‌ترین یافته‌ها و کنش‌های رقبای خود آگاه شوند و فرصتهای نوین و روندهای بازار  را بررسی کنند.
بر خلاف نمایشگاه‌های فروش (مصرف کنندگان)، در نمایشگاه‌های بازرگانی تخصصی تنها برخی برای بازدید همگان آزادند، و عمدتا تنها نمایندگان شرکت (برای نمونه کارشناسان حرفه‌ای) و خبرنگاران رسانه‌ها می‌توانند در این نمایشگاه حضور داشته باشند. از این رو، نمایشگاه بازرگانی به گروه «همگانی» یا «ویژه متخصصان» دسته بندی می‌شود. چند نمایشگاه‌ آمیخته از این دو هستند؛ برای نمونه نمایشگاه کتاب فرانکفورت است که نمایشگاه برای سه روز نخست برای متخصصان و در دو روز پایانی همگانی است.
این نمایشگاهها به گونه‌ای پیاپی در کمابیش همه بازارها و صنایع برگزار می‌شود و به‌طور معمول شرکت‌های سراسر جهان را به سوی خود می‌کشاند. برای نمونه در ایالات متحده هم اینک سالانه بیش از ۱۰،۰۰۰ نمایشگاه بازرگانی برگزار می‌شود.

## صنایع مرتبط
به موازات برگزاری نمایشگاه های بازرگانی، در بسیاری از کشورهای فعال، ایجاد صنایع جدیدی مانند تامین کننده تجهیزات نمایشگاهی، شرکت های معماری و طراحی غرفه، شرکت های غرفه سازی و .... ایجاد شدند. از اوایل سال 2000 میلادی که شدت و فشردگی نمایشگاه های بازرگانی در جهان رشد چشمگیری داشت اصناف وابسته جهت تسهیل و البته اشتغالزایی در کشورهای برگزار کننده دیده شد. در ایران نیز صنف غرفه سازی نمایشگاهی در سال 1387 در محل نمایشگاه های بین المللی تهران تاسیس شد.
برخی از اعضای این صنف عبارتند از :
| نام شرکت                            | شماره ثبت | نام مدیر عامل         | سابقه فعالیت  |
| شرکت طراح سازه ارسطو (ارسطو دیزاین) | 220       | ماریا سلطانی          | بهمن 87       |
| شرکت طراحان آرسیس پارسه             | 133       | عاطفه صفی نیا         | مرداد - 93    |
| شرکت طراحان ارم سازه اسپادان        | 130       | شهرام احتشام زاده     | شهریور 93     |
| شرکت طراحان رستاک آپادانا           | 285       | حسن فروتن             | تیر98         |
| شرکت طراحان سامان هنر واقعی         | 192       | محمد اروانه           | اردیبهشت - 95 |
| شرکت طراحان سیستم پایدار            | 111       | امیر ناصر عبدا....پور | دی -92        |